# Ultimativni frizbi
Ultimativni frizbi je brezkontaktni ekipni šport, ki se igra s frizbijem (diskom). Igra se igra na mivki ali v dvorani s 5 ter na travi s 7 igralci v vsaki ekipi. Ekipe osvojijo točko, ko dosežejo zaključeno (ujeto) podajo v nasprotnikovi končni coni. Posebnost ultimatea je tudi to, da na tekmah ni sodnikov. Igralci torej sami rešujejo spore.
Osnovna pravila vključujejo: igro brez kontakta; igralec, ki poseduje disk se ne sme premikati; z nezaključeno, prestreženo podajo ali avtom pa se posest diska prenese k drugi ekipi. V letu 2017 so bila pravila prevedena tudi v slovenščino.
Frizbi Zveza Slovenije vključuje naslednja društva z ultimate ekipami:
- ŠD Frizmi, Ljubljana, ekipe Frizmi, Huck Norris in To mi deli
- ŠD Dekatlon, Nova Gorica, ekipa Vertigo.
- ŠD Ultimate frisbee Maribor, ekipe Cosmo, Cosmo Women in NextGen.
- ŠD Ultimate Krško, ekipa Nuclear Discs.
- ŠD Ultimate frisbee Ptuj, ekipa Ptujska Legija.
- ŠD Ultimate frisbee Slovenska Bistrica, ekipa Rubber Duckies.
- ŠD Mavrica, Koper, ekipa Komet  (neaktivni).
- ŠD Jastreb, Kočevje, ekipa Lumberjacks (neaktivni).

Društva so skupaj sestavila ekipo, ki je julija 2010 predstavljala Slovenijo v Pragi in v začetku avgusta na evropskem prvenstvu v Mariboru. Leta 2016 sta se tekmovanja WJUC 2016 v Vroclavu udeležili slovenska moška in ženska U20 ekipa, ki sta zasedli 22. in 17. mesto.
Leta 2019 je ekipa Cosmo Women iz Maribora dosegla 5. mesto na evropskem klubskem prvenstvu EUCF.

## Državna prvenstva
FZS vsako leto podeli naslov državnega prvaka ekipi, ki zmaga na državnem prvenstvu ali drugem dogodku, kot je Slovenska ultimate liga (leto 2016 v mešani diviziji). O načinu podelitve naslova in izbire prvaka odloča FZS. Ekipa, ki osvoji naslov državnega prvaka, prejme pravico udeležbe na vsakoletnem tekmovanju EUCR (Regionalnem klubskem evropskem prvenstvu).
Od leta 2017 so organizirana tudi Indoor državna prvenstva (dvoranski ultimate) in državna prvenstva na mivki (beach ultimate).

#### Mešana divizija
| Sezona | Prvak          | Podprvak       | Nagrada za športni duh          |
| ------ | -------------- | -------------- | ------------------------------- |
| 2012   | Frizmi         | Vertigo        |                                 |
| 2013   | Frizmi         | Cosmo          |                                 |
| 2014   | Frizmi         |                | Frizmi                          |
| 2015   | Cosmo          | Frizmi         | Cosmo                           |
| 2016   | Frizmi         | Cosmo          | Frizmi                          |
| 2017   | Cosmo          | Rubber Duckies | Nuclear Discs in Ptujska Legija |
| 2018   | Cosmo          | Rubber Duckies | Nuclear Discs in Cosmo          |
| 2019   | Rubber Duckies | Cosmo          | Nuclear Discs                   |
| 2020   | Rubber Duckies | Cosmo          | Ptujska Legija                  |
| 2021   | Rubber Duckies | Nuclear Discs  | Nuclear Discs                   |
| 2022   | Rubber Duckies | Cosmo          | Nuclear Discs                   |
| 2023   | Rubber Duckies | Vertigo        | Nuclear Discs in Vertigo        |
| 2024   | Rubber Duckies | Rubber Duckies | Vertigo                         |

#### Moška divizija
| Sezona | Prvak                    | Podprvak       | Nagrada za športni duh  |
| ------ | ------------------------ | -------------- | ----------------------- |
| 2010   | Vertigo                  | Huck Norris    | Komet                   |
| 2011   | Cosmo                    |                |                         |
| 2012   | Huck Norris              | Vertigo        |                         |
| 2013   | Cosmo                    | Frizmi         |                         |
| 2014   | Cosmo                    | Frizmi         | Frizmi                  |
| 2015   | Cosmo                    |                |                         |
| 2016   | Frimet (Frizmi in Komet) | Cosmo          | Ptujska Legija          |
| 2017   | Cosmo                    | Frimet         | Frimet                  |
| 2018   | Cosmo                    | Nuclear Discs  |                         |
| 2019   | Cosmo                    | Nuclear Discs  | Next Gen                |
| 2020   | Cosmo                    | Ptujska Legija | Cosmo in Ptujska Legija |
| 2021   | Rubber Duckies           | Nuclear Discs  | Ptujska Legija          |
| 2022   | Rubber Duckies           | Nuclear Discs  | Rookie Duckies          |
| 2023   | Rubber Duckies           | Nuclear Discs  | Rookie Duckies          |
| 2024   | Rubber Duckies           | Vertigo        | Frizmi                  |

#### Ženska divizija
| Sezona | Prvak          | Podprvak       | Nagrada za športni duh       |
| ------ | -------------- | -------------- | ---------------------------- |
| 2016   | Cosmo Women    | To mi deli     |                              |
| 2017   | Cosmo Women    | Rubber Duckies | Rubber Duckies               |
| 2018   | Cosmo Women    | Rubber Duckies |                              |
| 2019   | Cosmo Women    | Nuclear Discs  | Cosmo Women in Nuclear Discs |
| 2020   | Cosmo Women    | Nuclear Discs  | Cosmo Women in Nuclear Discs |
| 2021   | Rubber Duckies | Cosmo Women    | Cosmo Women                  |
| 2022   | Rubber Duckies | -              | -                            |
| 2023   | Nuclear Discs  | Rubber Duckies | Nuclear Discs                |
| 2024   | Rubber Duckies | Vertigo        | Rubber Duckies               |

#### Mešana divizija (dvoranski ultimate)
| Sezona | Prvak          | Podprvak       | Nagrada za športni duh |
| ------ | -------------- | -------------- | ---------------------- |
| 2017   | Cosmo          | Frizmi         | Ptujska Legija         |
| 2018   | Cosmo          | Frizmi         | Rubber Duckies         |
| 2019   | Cosmo          | Frizmi         | Frizmi                 |
| 2020   | Rubber Duckies | Nuclear Discs  | Rubber Duckies         |
| 2021   | Rubber Duckies | Ptujska Legija | Nuclear Discs          |
| 2022   | Cosmo          | Rubber Duckies | Nuclear Discs          |
| 2023   | Cosmo          | Rubber Duckies | Nuclear Discs          |
| 2024   | Rubber Duckies | Nuclear Discs  | Vertigo                |
| 2025   | Rubber Duckies | Vertigo        | Rookie Duckies         |

#### Moška divizija (dvoranski ultimate)
| Sezona | Prvak          | Podprvak       | Nagrada za športni duh |
| ------ | -------------- | -------------- | ---------------------- |
| 2017   | Cosmo Men      | Ptujska Legija | Rubber Duckies         |
| 2018   | Cosmo Men      | Nuclear Discs  | Rubber Duckies         |
| 2019   | Cosmo Men      | Frizmi         | Nuclear Discs          |
| 2020   | Cosmo Men      | Frizmi         | Nuclear Discs          |
| 2021   | Cosmo Men      | Rubber Duckies | Cosmo Men              |
| 2022   | Cosmo Men      | Nuclear Discs  | Ptujska Legija         |
| 2023   | Rubber Duckies | Nuclear Discs  | Frizmi                 |
| 2024   | Rubber Duckies | Nuclear Discs  | Rubber Duckies         |
| 2025   | Rubber Duckies | Cosmo Men      | Cosmo Men 2            |

#### Ženska divizija (dvoranski ultimate)
| Sezona | Prvak          | Podprvak       | Nagrada za športni duh         |
| ------ | -------------- | -------------- | ------------------------------ |
| 2017   | Cosmo Women    | Rubber Duckies | Ni bilo zmagovalca (vse ekipe) |
| 2018   | Rubber Duckies | Cosmo Women    | Rubber Duckies                 |
| 2019   | Cosmo Women    | To Mi Deli     | To Mi Deli                     |
| 2021   | Cosmo Women    | -              | -                              |
| 2022   | Cosmo Women    | Ptujska Legija | Cosmo Women                    |
| 2023   | Cosmo Women    | Nuclear Discs  | Cosmo Women in Nuclear Discs   |
| 2024   | Nuclear Discs  | Rubber Duckies | Nuclear Discs                  |
| 2025   | Cosmo Women    | Vertigo        | Vertigo                        |

#### Mešana divizija (beach ultimate)
| Sezona | Prvak | Podprvak | Nagrada za športni duh |
| ------ | ----- | -------- | ---------------------- |
| 2018   | Cosmo | Frizmi   | Nuclear Discs          |

#### Moška divizija (beach ultimate)
| Sezona | Prvak     | Podprvak       | Nagrada za športni duh                     |
| ------ | --------- | -------------- | ------------------------------------------ |
| 2017   | Cosmo Men | Ko-Met         | Frizmi                                     |
| 2018   | Cosmo Men | Rubber Duckies | Nuclear Discs, Rubber Duckies in Cosmo Men |

#### Ženska divizija (beach ultimate)
| Sezona | Prvak       | Podprvak       | Nagrada za športni duh |
| ------ | ----------- | -------------- | ---------------------- |
| 2018   | Cosmo Women | Rubber Duckies |                        |

## Mladinska državna prvenstva

#### Mešana divizija U20
| Sezona | Prvak          | Podprvak       | Nagrada za športni duh |
| ------ | -------------- | -------------- | ---------------------- |
| 2021   | Ptujska Legija | Rubber Duckies | Rubber Duckies         |
| 2022   | Rubber Duckies | Nuclear Discs  | Nuclear Discs          |
| 2023   | Nuclear Discs  | Flying Donkeys | Nuclear Discs          |
| 2024   | Rubber Duckies | Rookie Duckies | Ptujska Legija         |

#### Mešana divizija U20 (dvoranski ultimate)
| Sezona | Prvak           | Podprvak      | Nagrada za športni duh |
| ------ | --------------- | ------------- | ---------------------- |
| 2023   | Želimlje Angels | Nuclear Discs | Nuclear Discs          |
| 2024   | Rookie Duckies  | Mini Duckies  | Mini Duckies           |

## Slovenska Ultimate Liga
V letih 2015 in 2016 se v Sloveniji odvijala Slovenska Ultimate Liga, ki je nastala z namenom zvišanja nivoja igre v Sloveniji in razširjanjem športa v mešani diviziji. 
Leta 2015 so se izvedla 4 tekmovanja, ki so jih organizirala sodelujoča društva (ekipe: Frizmi, Cosmo, Nuclear Discs, Komet). Liga se je prvo sezono igrala v odprtem formatu, torej so se lahko posameznega turnirja udeležile tudi ekipe, ki niso sodelovale v ligi od samega začetka. Format je bil leta 2016 spremenjen, organiziranih je bilo 5 turnirjev (pridružila se je še ekipa Vertigo), posamezne ekipe pa so se morale prijaviti že na samem začetku in sodelovati na vseh turnirjih.
V obeh sezonah je zmagovalec lige postal tudi državni prvak v mešani kategoriji.

#### Prvaki Slovenske Ultimate Lige
| Sezona | Prvak lige | Podprvak | Nagrada za športni duh | Rezultat* |
| ------ | ---------- | -------- | ---------------------- | --------- |
| 2015   | Cosmo      | Frizmi   | Cosmo                  | 9 - 7 **  |
| 2016   | Frizmi     | Cosmo    | Cosmo                  | 32 - 30   |

(*) - točk v celotni sezoni
(**) - finalna tekma sezone 2015